# The Partisan Seed

## História
Filipe Miranda foi vocalista dos Kafka entre 1997 e 2005, banda com a qual gravou vários discos. Como convidado, tem colaborado ao vivo e em gravações com várias bandas e é membro dos grupos Interm.Ission, Nikouala, Was An Outsider, Villa Nazca ou Gãrgoola. Compõe e grava, também em nome próprio e com vários pseudónimos.
Em 2005, estreou-se a solo com o nome The Partisan Seed que, segundo o próprio em entrevista ao site Bodyspace, «…simboliza a luta, a resistência, a insubmissão e a independência artística». Em 2006 integra a compilação "Acorda! - Nova Música Portuguesa", uma selecção de Henrique Amaro da rádio Antena 3 em colaboração com a editora bracarense Cobra. Ainda em 2006, a editora Transporte de Animais Vivos (ligada à Quasi Edições) lança o seu primeiro álbum de longa duração "Visions Of Solitary Branches", com distribuição da Fnac. Com a mesma editora, é editado em 2008 o segundo álbum "Indian Summer" com uma tour entre Portugal e Espanha que teve início no Theatro Circo de Braga. Em 2010 é lançado pela Honeysound o disco/compilação"Clay For The Working Hands", uma retrospectiva que inclui ambos os álbuns anteriores juntamente com um EP gravado ao vivo para o "Ciclo Voz e Guitarra" da Antena 3. Maio de 2012 marca o regresso à edição de longa-duração e uma tour entre Portugal, Espanha, Holanda e Bélgica, com o álbum "SpiritWalking". Em 2014, lançamento de um novo LP "Angels On The Boardwalk". No final de 2015, edição de "Film" (remisturas de vários temas) e em 2017 "And We're Finally Here" (compilação dos últimos dois álbuns) e o quinto álbum de estúdio "Insomnia". Pelo meio, vários concertos dentro e fora de Portugal, actuando com banda e a solo. Entre 2020 edita dois EPs de covers "Home Tapes Vol. 1 e Vol.2" e em 2021 o sexto álbum de originais "Old Songs For a New Sun".

## Discografia
Álbuns / LP:
- Visions Of Solitary Branches (2006)
- Indian Summer (2008)
- SpiritWalking (2012)
- Angels On The Boardwalk (2014)
- Insomnia (2017)
- Old Songs For a New Sun (2021)

## Entrevistas e artigos
- «Entrevista: site Bodyspace»
- «Artigo: site A Trompa, por Rui Dinis»
- «Artigo: site Rascunho, por Eduarda Sousa»
- «Artigo: site Fenther, por Vitor Pinto»
- «Artigo: blogue apArtes, por A.C.»
- «Artigo: blogue Santos da Casa»
- «Estreia de "Indian Summer": nota de imprensa do Theatro Circo»
- «Crítica a concerto: site O Ponto Alternativo, por Ana Beatriz Rodrigues»